# Doryphoribius korganovae
Doryphoribius korganovae är en djurart som tillhör fylumet trögkrypare, och som beskrevs av Vladimir I. Biserov 1994. Doryphoribius korganovae ingår i släktet Doryphoribius och familjen Hypsibiidae. Inga underarter finns listade i Catalogue of Life.